# Micoureus phaeus
Micoureus phaeus e вид опосум от семейство Didelphidae. Видът обитава горите на западните склонове на Андите основно в Еквадор и малки райони на Перу и Колумбия на надморска височина до 1500 m. Ареалът му на разпространение в северната част е разпокъсан от заетите от хората площи за обработваеми земи. На юг в Перу ареалът му е защитен от резервата Тумбес.